# 北京都城隍廟
北京都城隍廟是舊北京城的城隍庙，創建於元至元七年（1270年）。明代重建。清同治十年（1871年）廟毁於火，後修复寢祠（後殿）及儀門。现唯存寢祠五間，是北京市文物保护单位，位於西城区成方街33号（实际为西兴盛胡同与金融大街交叉处），為研究元大都地理方位的重要遗蹟。

## 歷史沿革

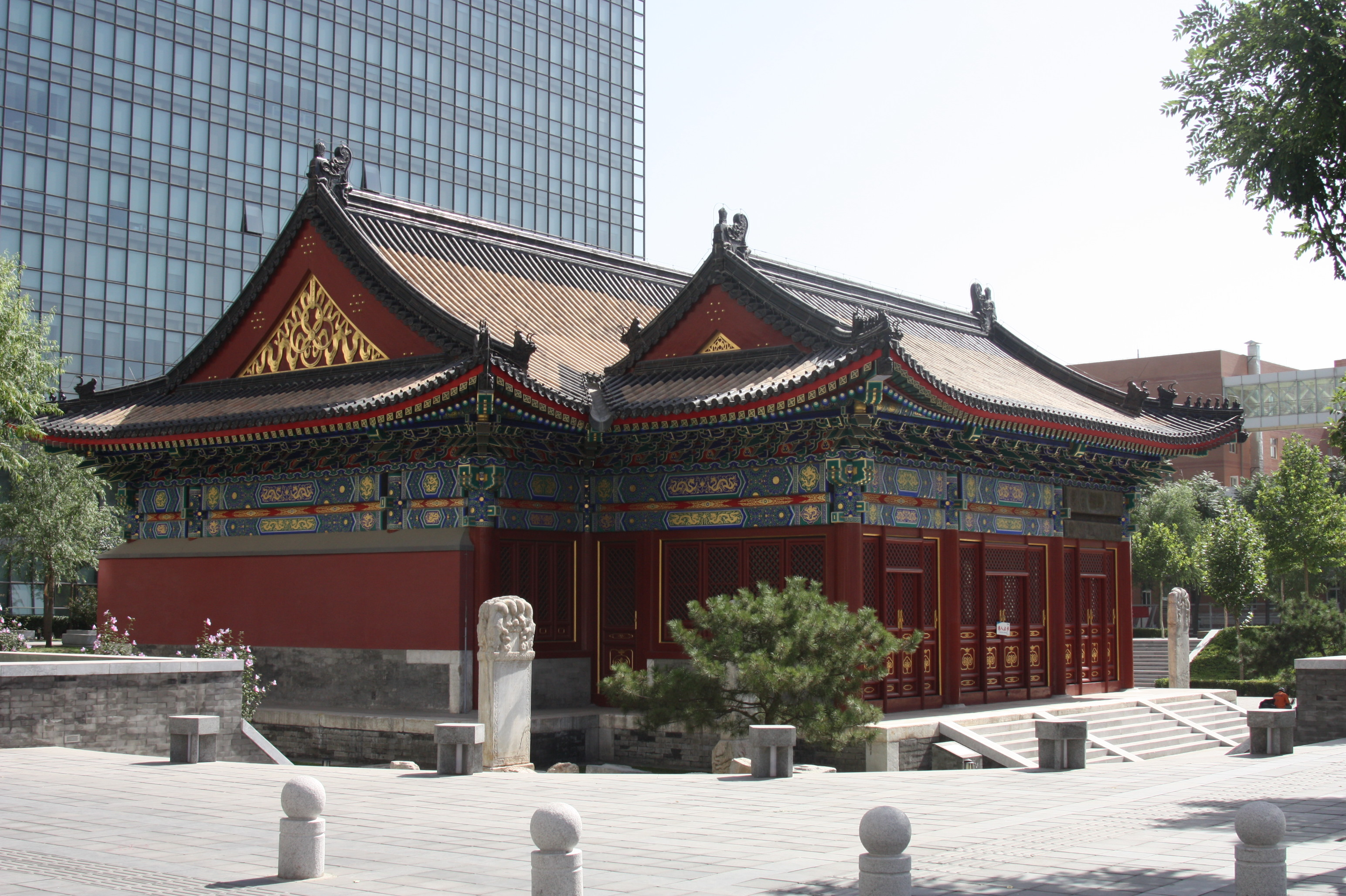
都城隍庙后殿（寝祠），摄于2009年

元至元四年（1267年），世祖開始興建元大都。至元七年（1270年），数位大臣建言，“大都城既成，宜有明神主之”，请求建立城隍庙，世祖应允，并在城西南角选地建庙，封城隍为“佑圣王”。北京都城隍庙的历史由此开始。元文宗天历二年八月（1329年），加封大都城隍神為護國保寧王，夫人為護國保寧王妃。
明代，太祖加強城隍信仰，正城隍神號，去封爵。明成祖（1403—1424年）永樂遷都，定鼎於北京，重修都城隍廟，主殿為大威灵祠。正统十二年（1447年）重建，嘉靖二十七年（1548年）毁于火灾，再次重建，万历三年（1575年）重修。每年農歷五月十一日，以太牢（牛羊豕三牲）祭都城隍。每年祭祀期間，廟宇附近逐漸形成廟會，後來更發展到每月初一、十五、二十五日開市，成為京師最重要的廟會之一。其时商販雲集，人潮如涌，南北貨物，古今珍奇皆有。廟會綿延数裡，規模甚大。
清代，北京都城隍廟是全国两所京都城隍庙之一。顺治八年（1651年）仲秋，遣太常卿致祭，此後每年為定例。仍用太牢祭祀。清雍正四年（1726年）和乾隆二十八年（1763年）又分别重修。同治十年，都城隍廟發生火災，後來僅修复了寝祠和儀門。到民國年間，廟內雖有香火，但早已頹敗，廟會也轉移至城内其他地点。
20世纪後半葉，僅存的寝祠淪為水電印刷廠庫房，因年久失修，門窗斷裂脫落，彩畫磨滅無存，周圍更被私搭乱建的低矮房屋環繞。1984年，北京市政府將寝祠列入第三批北京市文物保護單位名單。1990年代，這一地區被規劃為北京金融街的建設範圍。2005年11月，對寝祠的大修正式開始。工程持續一年餘，投資約430萬元，更换了三成以上的内檐木構件，殿内的水泥地面也重新換成青砖。同時還拆除周边违章建筑百余平方米，清理倚靠大殿堆起的煤堆，開辟出一休閑廣場。在維修過程中，發現了三座石碑，其中两座石碑曾作为民房墙壁，碑身字迹仍依稀可辨，分别是顺治年間之《西棚老会碑記》和雍正年間之《重修京都城隍廟掛燈會碑記》；另一座石碑则被敲断後深埋地下，字迹已磨灭不清。現三座石碑被重新豎立於寝祠兩側。隨著金融街地區眾多古老胡同的消逝，歷經風雨的都城隍廟寝祠成為林立的高樓間最後的古都遺韻。

## 建築結構

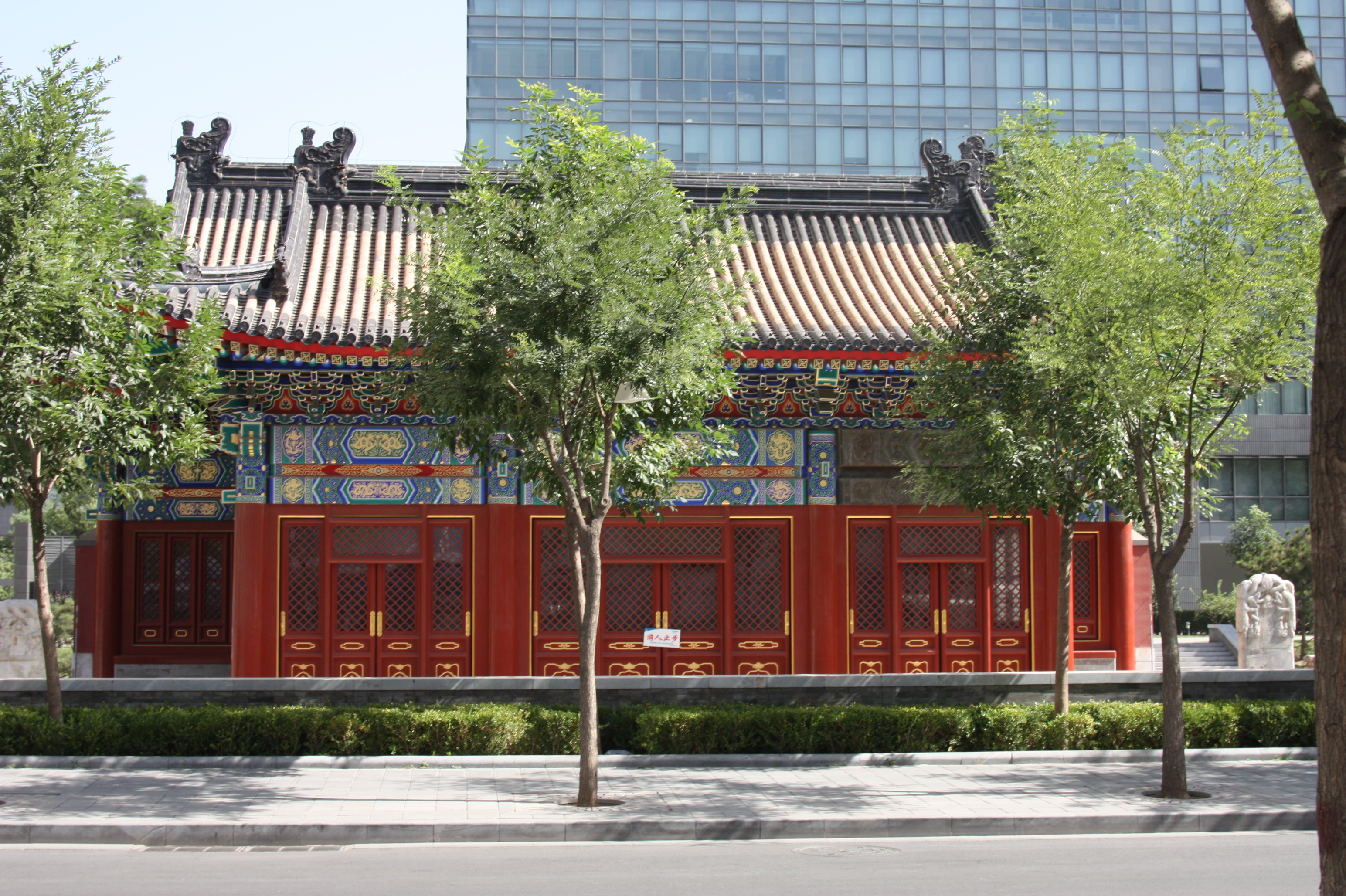
寢祠正面觀

都城隍廟盛時，中軸線上建筑自南向北依次為：都城隍門（廟門）、順德門、闡威門、大威靈祠和寢祠，還有鐘鼓樓、两庑殿、治牲所、井亭、燎炉、碑亭等附属建筑。庙内立石碑多处，有顺治十五年（1658年）立《西棚老会碑记》，康熙十二年（1673年）立《东棚二圣会碑记》，雍正十二年（1734年）立《重修京都城隍廟掛燈會碑記》，乾隆二十八年（1763年）立《重修都城隍廟碑記》等。
廟內還有對聯一副：
誰毀誰譽，逝者如斯夫；
不仁不智，孰之而已矣。
現存寝祠坐北朝南，大殿五間，面闊24.8米，進深17米，建築面積約420平方米。黄琉璃瓦黑剪边歇山顶调大脊，正吻垂兽，排山滴水，五踩重昂斗栱，配旋子彩画，斜方格門窗五抹；殿内井口天花，前后加金柱，一斗三升斗栱。殿前出轩三间，通闊17.8米，進深7米，轩内為鎏金斗栱。

## 相关條目
- 城隍廟